# María Alejandra Araya
María Alejandra Araya (San Juan, 17 de junio de 1968) es una escritora y profesora argentina. Es autora de varias novelas y cuentos de temática infantil y juvenil. También se ha desempeñado en medios de comunicación como columnista.

## Biografía
Comenzó sus estudios universitarios en la carrera de Profesorado de Letras en la Facultad de Filosofía, Humanidades y Artes (Universidad Nacional de San Juan). Se formó como escritora en talleres y encuentros literarios.
Fue docente de educación secundaria y coordinadora del Taller de Radio del Colegio Central Universitario Mariano Moreno, dependiente de la Universidad Nacional de San Juan. 
En 1998 publicó su primera obra como escritora Camino de Regreso. En el 2006, escribió Examen Final, con la editorial Comunicarte (de Córdoba, Argentina). Esta obra fue seleccionada para formar parte de The White Raven, publicada por la International Youth Library de Múnich (Alemania) durante la Feria Infantil del Libro de Bologna, Italia, y es parte de los programas escolares de educación secundaria en diversas escuelas de Argentina aprovechada -como señalan especialistas- por abordar temas que son considerados tabúes en la literatura juvenil.
Del 2011 al 2013, escribió columnas en el periódico El Nuevo Diario de San Juan (Argentina), compiladas en su tercer trabajo literario, Miradas, por Editores del Oeste.
En el 2015 la editorial Ril Editores de Santiago de Chile publicó el libro Los muchachos de la pizzería. Al año siguiente, Araya ganó el primer premio de la categoría literatura infantil del concurso San Juan Escribe de la Cámara de Diputados de la Provincia de San Juan, lo que le permitió publicar el libro El mágico libro de Zaha. En el 2017 publicó el libro 807, obra dedicada a la donación de órganos ya que es activista de la causa junto a su pareja, Jaime Bergé.
En los medios, realizó el programa televisivo Hipertexto (2007) para Canal 8 (San Juan) y fue en el 2017 parte del equipo del programa radiofónico Otro día en el paraíso de la repetidora de San Juan de la emisora Radio La red. En el 2010 fue coguionista del espectáculo final de la Fiesta Nacional del Sol y en el 2011 escribió la letra del musical Sarmiento. Un soñador de realidades, presentado en varias escuelas para el homenaje del bicentenario del natalicio de Domingo Faustino Sarmiento.

## Obras

### Novelas
- 2006. Examen final
- 2015. Los muchachos de la pizzería
- 2016. Ochocientos siete

### Cuentos
- 1998. Camino de Regreso
- 2017. El mágico libro de Zaha

Formó parte de las antologías:
- Mujeres que alzan la voz, con el cuento Nena/e. Editado por Fundación Avon
- 20 cuentistas argentinos jóvenes, con su cuento Siete vidas. Publicado por Editorial Colihue en 1987.
- Héroes. La Historia la ganan los que escriben, con su cuento Los Eximidos. Publicado en el 2015 por el Ministerio de Cultura de la Nación.[11][12]

Otras publicaciones:
- 2013. Miradas (recopilación de artículos).[3]